# Orthriophis moellendorffi
Espèce
Synonymes
- Cynophis moellendorffi Boettger, 1886

Orthriophis moellendorffi ou Couleuvre aux cents fleurs est une espèce de serpents de la famille des Colubridae.

## Répartition
Cette espèce se rencontre dans le nord du Viêt Nam et en Chine au Guangxi et au Guangdong.

## Description
La couleuvre aux cents fleurs peut atteindre une taille de 1,8 m de long.
Son museau est allongé et sa queue est relativement longue.
Ce serpent vit dans les zones calcaires.

## Étymologie
Cette espèce est nommée en l'honneur d'Otto Franz von Möllendorff (1848–1903).

## Publications originales
- Boettger, 1886 : Diagnoses reptilium novorum ab ill. viris O. Herz et Consule Dr. O. Fr. de Moellendorff in Sina meridionali repertorum. Zoologischer Anzeiger, vol. 9, p. 519-520 (texte intégral).